# 난바라 시게루
난바라 시게루(일본어: 南原 繁, 1889년 9월 5일 ~ 1974년 5월 19일)는 전후 일본에서 문화공동체론을 주장한 일본의 정치철학자이다.

## 인물
가가와현 출신으로 1914년 도쿄 제국대학을 졸업한 후, 내무성 관료로 근무하였다. 1921년 도쿄 제국대학의 조교수로 교단에 섰으며, 1924년 독일과 영국에서 유학하였다. 그는 독일 관념론에 대한 연구를 중심으로 정치철학을 연구하여 일본의 국체론을 비판하였다. 그 성과로써 1942년에 ‘국가와 종교’, 1959년 ‘피히테의 정치철학’을 발표하였다.
1945년 도쿄 대학 법학부장에 부임하였고, 도쿄 대학 초대 총장으로 선출돼 6년간 재직하였다. 1946년 귀족원 칙선의원으로 선출됐으며 전후 신헌법 심의에 참여하였다. 1947년 교육쇄신위원회의 위원장을 역임하였고, 1949년 샌프란시스코 강화조약 당시 수상 요시다 시게루와 정면으로 대립하여 전면강화를 주장하였다. 1972년부터 《난바라 시게루 저작집》(전 10권)을 간행하였다.